# مجدر
مجدر هي قرية في مقاطعة كوثر، إيران. يقدر عدد سكانها بـ 170 نسمة بحسب إحصاء 2016.